# Emil und die Detektive
Emil und die Detektive és una pel·lícula alemanya dirigida per Gerhard Lamprecht, estrenada el 1931.

## Argument
A Berlín, des del camp, arriba Emil. Baixa del tren després d'haver estat desposseït de tots els estalvis que la seva mare li havia donat, cent quaranta marcs que Emil havia de portar a la seva àvia. Sobre la pista del lladre, Emil es troba amb un altre noi de qui es fa amic i que l'ajuda en la seva recerca, amb la participació de tots els nens del barri. La banda dels nois posa un parany al lladre, i el lliura a la policia. Emil, va rebre un premi de mil marcs, i retorna orgullós a la mare.

## Repartiment
- Rolf Wenkhaus: Émile Tischbein
- Käthe Haack: Frau Tischbein, la mare d'Émile
- Fritz Rasp: Grundeis
- Rudolf Biebrach: Wachtmeister Jeschke
- Olga Engl: Großmama
- Inge Landgut: Pony Hütchen
- Hans Joachim Schaufuß: Gustave
- Hans Richter: Fliegender Hirsch